# Arlewatt
Arlewatt (frisó septentrional Alwat, danès Arlevad ) és un municipi del districte de Nordfriesland, dins l'Amt Nordsee-Treene, a l'estat alemany de Slesvig-Holstein. El límit natural al nord del municipi és el riu Arlau. Limita al nord amb Ahrenshöft i Viöl, a l'est amb Olderup, al sud amb Horstedt i a l'oest amb Hattstedtermarsch. El 31 de desembre del 2023 tenia 345 habitants.